# Čistá u Litomyšle

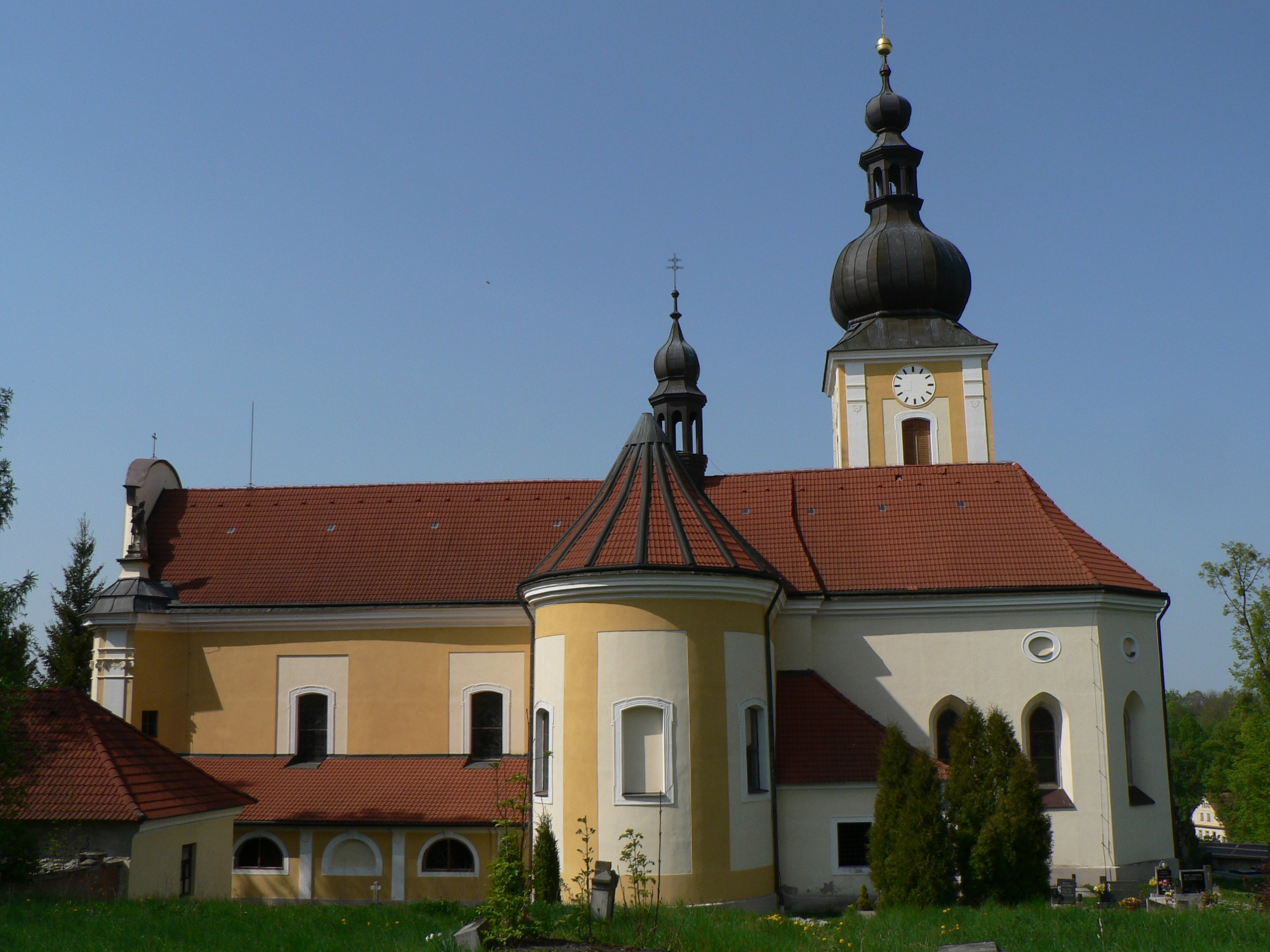
Kirche St. Nikolaus (2009)

Čistá, bis 1945 Litrbachy (deutsch Lauterbach) ist eine Gemeinde im Okres Svitavy, Pardubický kraj in Tschechien.

## Geographie
Das Dorf liegt südlich von Litomyšl in einem tiefen Tal auf beiden Ufern des Flusses Loučná. Die Höhenlage reicht von 380 bis 560 m. Die Fläche von 2.520 Hektar ist die zehntgrößte Gemeinde im Bezirk. Fast 1000 Hektar das Katasters besteht aus Fichtenwald.

## Geschichte
Die erste Erwähnung erfolgte 1347 als „villa Lauterbach“. Nach der Auflösung des Litomyšler Bistuma im Jahre 1421 war das Dorf Teil der Herrschaft Litomysl bis 1848.
Seit 1850 war das Dorf Teil des politischen Bezirks Litomyšl, und ab Jahren 1960 des Okres Svitavy. Die Mehrheit der Bevölkerung waren Deutsche bis im Jahr 1945. Nach deren Vertreibung und der Ankunft der Tschechischen Siedler im Jahre 1947 wurde der Ortsname in Čistá geändert. 1919 wurden im Dorf 28 Münzen, 1938 weitere 1238 Münzen aus der zweiten Hälfte des 16. Jahrhunderts (der jüngste war ein Viertelkreuzer Ferdinand II. aus dem Jahr 1628) gefunden und im Jahr 1958 bei den Bau von Gebäuden erneut 826 Münzen, die wahrscheinlich kurz nach dem Jahr 1545 versteckt wurden.

## Gemeindegliederung
Zur Gemeinde Čistá gehört die Ansiedlung Brlenka (Brünnersteig).

## Sehenswürdigkeiten
- Kirche St. Nikolaus
- barockes Pfarrhaus
- Kreuzweg zur Kirche
- Kapelle in Brlenka
- Gezimmertes Fachwerkhaus aus dem Jahre 1510
- Gezimmertes Stadel